# SKIF Krasnodar
Il SKIF-Kuban Krasnodar è una squadra di pallamano maschile russa con sede a Krasnodar.

È stata fondata nel 1963.

## Palmarès

### Titoli nazionali
- Campionato dell'Unione Sovietica di pallamano maschile: 2
  - 1990-91, 1991-92.

### Titoli internazionali
- IHF Cup: 1
  - 1989-90.